# Hercostomus canariensis
Hercostomus canariensis is een vliegensoort uit de familie van de slankpootvliegen (Dolichopodidae). De wetenschappelijke naam van de soort is voor het eerst geldig gepubliceerd in 1929 door Santos Abreu.